# Reforma constitucional argentina de 1860
La reforma constitucional argentina de 1860 fue una reforma de la Constitución de 1853 realizada luego de la Batalla de Cepeda y antes de la Batalla de Pavón, en el contexto de la guerra entre la Confederación Argentina y el Estado de Buenos Aires, que tuvo como consecuencia la adhesión de este último al texto constitucional de 1853 y su integración como provincia a la República Argentina. Ambas partes habían firmado el Pacto de San José de Flores en el cual Buenos Aires se declaró parte de la Confederación Argentina y en el que se estableció que la provincia porteña podría proponer reformas a la Constitución Nacional de 1853, que establecía la forma de gobierno federal, para que fueran evaluadas por la Convención Constituyente Ad Hoc reunida en 1860.
Para comprender cabalmente las reformas realizadas en 1860 al texto constitucional de 1853, resulta de utilidad visualizar las supresiones y agregados, tal como se encuentra en el documento de la reforma constitucional de 1860 agregado a Wikisource.

## Separación y guerra entre Buenos Aires y las demás provincias
Las provincias argentinas habían estado virtualmente en guerra desde que iniciaron su independencia de España en la década de 1810, enfrentadas por el tipo de organización que debía tener la nueva nación. Los caudillos provinciales y las masas gauchas tendían a formar una federación de provincias y se nucleaban en el Partido Federal. Del otro lado, las clases altas de Buenos Aires, llamadas porteñas porque controlaban el único puerto de importancia que tenía el país y su aduana, pretendían un Estado unitario, sin autonomías internas, y se nucleaban en el Partido Unitario.
El enfrentamiento había impedido sancionar una constitución y organizar el país durante más de cuarenta años, hasta que en 1852 la provincia de Buenos Aires al mando de Juan Manuel de Rosas fue derrotada por la provincia de Entre Ríos al mando de Justo José de Urquiza en la batalla de Caseros.
El resultado inmediato de la batalla fue el Acuerdo de San Nicolás en 1852, comprometiéndose a sancionar una constitución que se concretó al año siguiente con la Constitución de 1853, adoptando la organización federal del país, estableciendo la autonomía de las provincias, la capital en la ciudad de Buenos Aires y la nacionalización de los ingresos aduaneros (derechos de exportación e importación), de modo tal que fueran compartidos por todo el país.

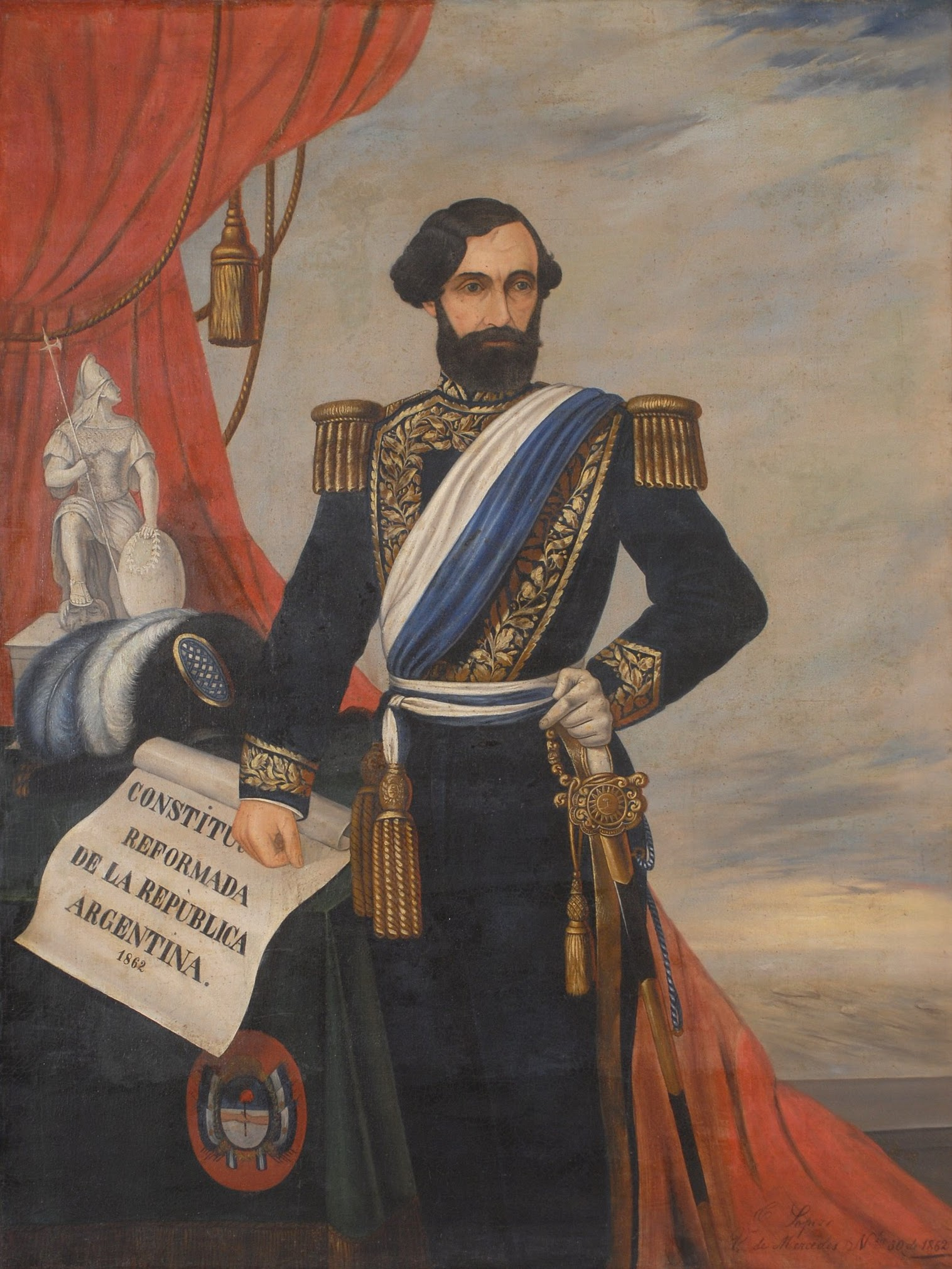
Bartolomé Mitre con la Constitución reformada en 1860, pintado por Cándido López. Luego de la caída de Rosas y la derrota de la provincia de Buenos Aires a manos de las fuerzas federales de Justo José de Urquiza, Mitre se afirmó como uno de los líderes de Partido Unitario, para recuperar el poder de los porteños sobre el resto del país. La reforma constitucional de 1860 expresó el triunfo del mitrismo, como era denominado en ese entonces.

Pero la provincia de Buenos Aires volvió a rebelarse. El 11 de septiembre de 1852, los grupos unitarios contrarios al Acuerdo de San Nicolás, dieron un golpe de Estado, desalojando del poder al propio Urquiza. El gobierno de la provincia pasó entonces al Partido Unitario liderado por Valentín Alsina y Bartolomé Mitre -quienes liderarían las dos alas del partido-, mientras que el gobierno nacional fracasó en su intento de reprimir la rebelión.
El resultado fue que la provincia de Buenos Aires no integró el grupo de provincias que aprobaron la Constitución de 1853, manteniéndose al margen de la federación, aunque sin declarar su independencia. Mientras tanto las restantes trece provincias organizaron la Confederación Argentina de acuerdo al texto constitucional y constituyeron los poderes ejecutivo y legislativo, siendo elegido Urquiza como primer presidente en 1854.
En Buenos Aires la gobernación fue tomada por Alsina, líder del ala "localista", partidaria de declarar la independencia de la provincia y formar una nueva nación. La otra ala, denominada "nacionalista", fue liderada por Mitre y tenía como fin reorganizar la Argentina, pero esta vez bajo el liderazgo de Buenos Aires.
La tensa convivencia entre la Confederación Argentina y las trece provincias que la integraban, por un lado, y el Estado de Buenos Aires por el otro lado, condujo a una nueva guerra entre ambos bandos que se definió en la Batalla de Cepeda del 23 de octubre de 1859, en el que las fuerzas confederadas derrotaron a la provincia de Buenos Aires. Como resultado de la misma y pese a la resistencia de Alsina que se vio forzado a renunciar como gobernador, la Confederación Argentina y la Provincia de Buenos Aires firmaron el Pacto de San José de Flores el 11 de noviembre de 1859, estableciendo que:
- Buenos Aires se declaraba parte integrante de la Confederación Argentina.
- El gobierno porteño convocaría una convención provincial, que revisaría la Constitución Nacional de 1853 y podría proponer reformas a la misma.
- En caso de que se propusieran reformas, éstas serían discutidas por una Convención Nacional Constituyente, a reunirse en Santa Fe, con la participación de todas las provincias.
- El territorio de Buenos Aires no podría ser dividido sin el consentimiento de su Legislatura.
- La provincia de Buenos Aires conservaba todas sus propiedades y edificios públicos, con excepción de la Aduana, que pasaba a ser propiedad de la Nación -como disponía la Constitución de 1853-, pero a su vez el Estado federal se comprometía a garantizar que el presupuesto bonaerense de 1859, no se redujera durante un plazo de cinco años.

La batalla de Cepeda debilitó al alsinismo en el poder de la provincia y fortaleció al mitrismo, llevando al propio Mitre a la gobernación de la provincia el 3 de mayo de 1860. Pocos meses después, en cumplimiento del Pacto de San José de Flores, se realizó la reforma constitucional de 1860, con el fin de incorporar la provincia de Buenos Aires a la federación establecida por la Constitución de 1853.
La guerra entre porteños y el resto de las provincias sin embargo no finalizaría allí y tendría una segunda fase luego de sancionada la reforma constitucional, que tendría su desenlace con el triunfo porteño en la Batalla de Pavón del 17 de septiembre de 1861, el derrocamiento de las autoridades nacionales y la toma del poder de facto por Bartolomé Mitre, desde donde organizó las elecciones que lo llevaron a ser presidente constitucional en 1862.

## La Convención Provincial Revisora
Los artículos 2 a 5 del Pacto de San José de Flores (11 de noviembre de 1859) establecían que en el plazo de veinte días, la provincia de Buenos Aires debía convocar a elecciones para formar una convención que examinara la Constitución de 1853. Si la convención no encontraba objeciones a la misma, la provincia procedería a aceptarla, pero si consideraba que debían realizarse reformas al texto de 1853, dichas propuestas de reforma serían tratadas en un convención nacional ad hoc. La Convención Provincial comenzó a sesionar el 3 de enero de 1860 y finalizó sus tareas el 12 de mayo de, seis meses después del Pacto de San José de Flores, demora que generaría la protesta del gobierno de la Confederación Argentina.
El 25 de diciembre de 1859 se realizaron las elecciones provinciales para elegir 75 representantes para integrar la Convención Provincial Revisora, 36 de ellos en representación de la Ciudad de Buenos Aires y 39 en representación de la campaña. Finalmente resultaron elegidos 71 convencionales, debido a que dos de ellos fueron elegidos dos veces (como candidatos en la Ciudad y la campaña) y que en la sección 12 de la campaña solo se eligió uno de los tres cargos; de los 71 convencionales, solo 68 asumieron efectivamente sus cargos. Inició sus sesiones preparatorias el 5 de enero de 1860, y sus sesiones ordinarias el 6 de febrero, que se extendieron hasta el 5 de mayo del mismo año, proponiendo varias reformas al texto constitucional.
Los tres aspectos que más preocupaban a la provincia porteña eran la pérdida de la Ciudad de Buenos Aires, el destino de las rentas aduaneras, que hasta entonces le pertenecían casi en su totalidad, y el grado de autonomía de las provincias frente al poder central, que no le parecía suficiente. Otros aspectos tenían que ver con el nombre del país, el principio jurídico sobre el que se establecía la nacionalidad de las personas (ius sanguinis o ius soli), los costos del derecho a la educación gratuita que garantizaba el art. 5 original, los alcances de la abolición de la esclavitud, la libertad de imprenta, los derechos democráticos implícitos, etc.
Con 68 convencionales que asumieron, el cuerpo sesionó con un promedio de dos tercios de las bancas. La mayoría estaba alineado con el oficialista Partido Unitario, popularmente conocido como los pandilleros, liderado por Adolfo Alsina y Bartolomé Mitre, pero en su seno ya se avizoraban las diferencias entre el sector alsinista -que se oponía terminantemente a la federalización de Buenos Aires y era partidario de mantenerse al margen de la Confederación Argentina-, y el sector mitrista, partidario de federalizar la ciudad de Buenos Aires e ingresar a la confederación con el fin de imponer sobre la misma una nueva hegemonía porteña. Dos años después ambos sectores se separarían definitivamente: el alsinismo crearía el Partido Autonomista, mientras que el mitrismo crearía el Partido Nacionalista, con el que ganaría las elecciones nacionales de 1862 que lo legitimaron como presidente constitucional de la Nación, luego de que tomara el poder de facto en 1861, al vencer por las armas a la Confederación en la Batalla de Pavón. En el curso de la Convención Provincial, Mitre sería elegido gobernador de Buenos Aires, sucediendo en el cargo a Alsina.
Además de Alsina y Mitre, los convencionales unitarios que más se destacaron en la Convención fueron el sanjuanino Domingo F. Sarmiento (por entonces mitrista que ocho años después llegaría a la Presidencia de la Nación), el cordobés Dalmacio Vélez Sarsfield (mitrista, futuro autor del Código Civil), José Mármol (alsinista), Rufino de Elizalde (mitrista), Pastor Obligado (alsinista exgobernador de Buenos Aires) y José Barros Pazos, entre otros.
Un sector minoritario de la convención, estaba integrado en parte por miembros del Partido Federal, conocidos como los chupandinos (Nicolás Calvo) y por políticos no federales como Marcelino Ugarte, Félix Frías, Vicente Fidel López, Miguel Cané, Bernardo de Irigoyen y Roque Pérez. Este sector era partidario de no realizar reformas al texto de 1853, con el fin de evitar que la demora y los eventuales conflictos que pudieran desatar las mismas, frustrara la reunificación de Buenos Aires con las demás provincias argentinas.
Como presidente de la Convención fue elegido por unanimidad Francisco de las Carreras, mientras que Domingo Olivera fue elegido como vicepresidente primero, y Benito Carrasco como vicepresidente segundo.

### La Comisión Examinadora

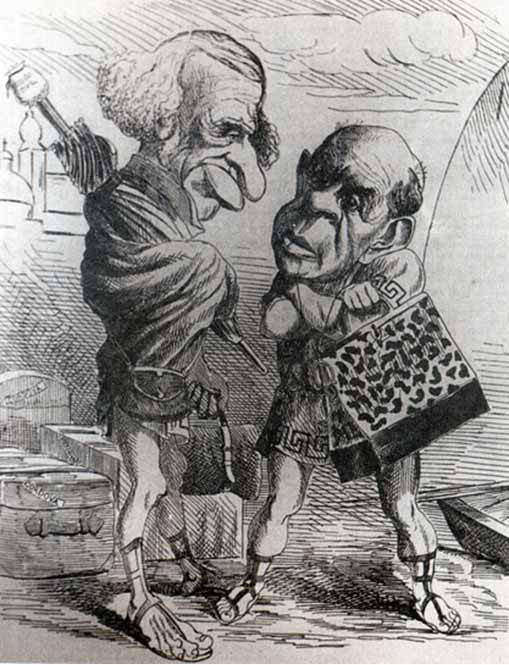
Caricatura de 1873 de Dalmacio Vélez Sarsfield y Domingo F. Sarmiento, miembros destacados de la Comisión Examinadora, que criticaron duramente la Constitución de 1853.

En la primera sesión ordinaria del 6 de febrero, la Convención designó una Comisión Examinadora de siete miembros, con la misión de examinar la Constitución de 1853 y proponer las reformas que considerara necesarias. Sus miembros fueron Bartolomé Mitre, Domingo F. Sarmiento, Dalmacio Vélez Sarsfield, Pastor Obligado, José Barros Pazos, José Mármol, José Domínguez y Antonio Cruz Obligado, todos pertenecientes al Partido Unitario. Su presidente fue Bartolomé Mitre.
La Comisión finalizó su tarea el 3 de abril. El 25 de abril, Mitre leyó el extenso informe al plenario, y una semana después asumió como gobernador del Estado de Buenos Aires, el último antes de su reingreso como provincia a la federación. Desde ese cargo, Mitre impulsaría una política de presiones sobre la Confederación Argentina presidida por Santiago Derqui, que le permitió lograr el Convenio del 6 de junio de 1860, complementario del Pacto de San José de Flores, donde la Confederación aceptó que la aduana de Buenos Aires continuara en poder de la provincia de Buenos Aires, a cambio de entregar una suma fija al gobierno nacional.
La Convención Provincial aprobó en general el proyecto de reformas de la Comisión, por 32 votos contra 17, y luego pasaría a tratar en particular cada una de ellas, finalizando sus tareas el 12 de mayo de 1860, seis meses después del Pacto de San José de Flores.

### Críticas a la Constitución de 1853
El informe de la Comisión Examinadora partió de la convicción de que la Constitución de los Estados Unidos era la máxima obra jurídica que había dado la humanidad y la única que debía ser tomada como modelo, sin alteraciones improvisadas, defecto este último que le achacaba a la Constitución de 1853:

Buenos Aires, al tiempo de incorporarse a la Confederación, puede y debe proponer como fórmula general de una reforma, el restablecimiento del texto de la Constitución Norte-Americana, la única que tiene autoridad en el mundo, y que no puede ser alterada en su esencia, sin que se violen los principios de la asociación, y se falseen las reglas constitutivas de la República federal, que como se ha dicho antes, es el hecho establecido que encuentra Buenos Aires desde 1853.
Informe de la Comisión Examinadora

Terminada la lectura del informe, fue Dalmacio Vélez Sarsfield, de actuación jurídica decisiva  en el Acuerdo de San Nicolás y en todo el proceso de reforma de la Constitución de 1853, quien tomó la palabra para explicar el espíritu general adoptado por la Comisión Examinadora para decidir cuáles serían las reformas que consideraba necesarias. En su discurso descalificó a los autores de la Constitución argentina, acusándolos de "ignorantes" por no respetar el "texto sagrado" estadounidense y recurrir al derecho constitucional europeo, de naturaleza monárquica y ajeno al federalismo y la democracia, para concluir diciendo:

La Comisión no ha hecho sino restituir el derecho constitucional de los Estados Unidos en la parte que se veía alterado.
Dalmacio Vélez Sarsfield

En sentido coincidente, Domingo F. Sarmiento también tomó la palabra para cuestionar la Constitución de 1853 debido al desmedido poder que atribuía al presidente de la Nación, que según él "tenía así más poder que Napoleón".

### El proyecto de la Comisión Examinadora
Luego de aprobar en general el informe de la Comisión Examinadora, los convencionales pasaron al análisis en particular de cada una de ellas, aprobando las propuestas de reformar la capitalización de Buenos Aires, la supresión de la educación primaria gratuita, la limitación de las facultades de la Nación para intervenir las provincias, controlar sus constituciones y enjuiciar a las autoridades provinciales o sus representantes, la prohibición de que el gobierno nacional dictara leyes de imprenta y el reconocimiento de los derechos y garantías implícitos en la soberanía popular.
No hubo en cambio consenso en el plenario sobre las reformas económicas propuestas, particularmente la que sostenía que los impuestos a la exportación no debían ser percibidos por la Nación, sino por la provincia en la que se realizaba, tal como sucedía en Estados Unidos. La cuestión fue reenviada a la Comisión, pero sus miembros insistieron en que los impuestos a las exportaciones debían ser percibidos por las provincias y no por la Nación. Frente a la preocupación de varios convencionales sobre el impacto en las finanzas del Estado nacional, el plenario finalmente aprobó una propuesta de reforma que establecía la supresión del impuesto a las exportaciones a partir de 1866.

### La cuestión de la capital federal
La Constitución de 1853, firmada por trece provincias entre las que no estaba Buenos Aires, había establecido en su artículo 3 que la capital del país sería la Ciudad de Buenos Aires -capital de la provincia de Buenos Aires-, concediéndole un estatus equivalente a las demás provincias, bajo el mando exclusivo del gobierno nacional (arts. 32, 64 inc. 27, 83 inc. 3, y concordantes).
Buenos Aires se oponía a la federalización o cualquier otra forma de separación de la Ciudad de Buenos Aires de la provincia y la cuestión -junto a la cuestión de las rentas aduaneras y la forma de gobierno unitaria o federal-, fue una de las razones centrales de las guerras civiles.
Luego del triunfo de la Confederación en la Batalla de Cepeda, Urquiza, en lugar de exigir la rendición incondicional de Buenos Aires, aceptó firmar el Pacto de San José de Flores, una de cuyas cláusulas principales, la quinta, establecía que "el territorio de Buenos Aires que no podrá ser dividido, sin el consentimiento de su legislatura":

5° En el caso que la convención provincial manifieste que tiene que hacer reformas en la Constitución mencionada, esas reformas serán comunicadas al Gobierno Nacional para que, presentadas al Congreso Federal Legislativo, decida en convocación de una convención ad-hoc que las tome en consideración y a la cual la provincia de Buenos Aires se obliga a enviar a sus diputados con arreglo a su población, debiendo acatar lo que esta convención así integrada decida definitivamente salvándose la integridad del territorio de Buenos Aires que no podrá ser dividido, sin el consentimiento de su legislatura.

La propuesta de la Convención Provincial Revisora con respecto a la capital federal, fue eliminar toda mención a Buenos Aires o cualquier otra ciudad, y disponer que sería el Congreso Nacional el que debía decidir por ley cual sería la capital del país, sin establecer límite de tiempo para tomar esa decisión. Pero además la Convención Provincial incluyó en su propuesta de reforma la cláusula de salvaguarda de la integridad territorial de las provincias, que ya se había establecido legalmente mediante el Pacto de San José de Flores.
Con esos elementos la Convención porteña propuso el siguiente texto -que luego sería aprobado a libro cerrado-, en reemplazo del artículo 3 original de la Constitución aprobada en 1853:

Las autoridades que ejercen el Gobierno Federal, residen en la Ciudad que se declare Capital de la República por una ley especial del Congreso, previa cesión hecha por una o más Legislaturas Provinciales del territorio que haya de federalizarse.

### Aduana y derechos de exportación
La Comisión Examinadora dedicó el capítulo V de su informe para analizar y proponer reformas a las "materias económicas" involucradas en la Constitución de 1853. En esta cuestión, el tema central eran el puerto de Buenos Aires y las rentas de la Aduana de Buenos Aires, que por sí sola generaba más del 80% de los ingresos del Estado nacional y que hasta ese momento había estado bajo jurisdicción de la Provincia de Buenos Aires.
La Constitución de 1853 había establecido la nacionalización de todas las aduanas existentes y la prohibición de crear nuevas aduanas provinciales (art. 9), y le atribuyó al Estado nacional crear y percibir los derechos a las importaciones y exportaciones (art. 64, inciso 1). Como el presupuesto de la provincia de Buenos Aires provenía casi exclusivamente de los impuestos aduaneros a las importaciones (aranceles) y exportaciones (retenciones), por el Pacto de San José de Flores se acordó que la Nación le enviaría a la provincia durante cinco años los fondos necesarios para mantener el presupuesto en el mismo nivel que en 1859. 
La Comisión analizó las cláusulas económicas adoptadas por la Constitución de 1853 y concluyó que estaban inspiradas en el modelo de la Constitución estadounidense, pero obviando las garantías de uniformidad entre provincias que contenía esta última. Según la Comisión, esta omisión de los convencionales de 1853, permitía el establecimiento de "derechos diferenciales", así como "primas y favores especiales", que resultaban dañosas para la provincia de Buenos Aires y el comercio en general. Apoyada en esas consideraciones la Comisión propuso cuatro reformas, tendientes a incluir el principio de uniformidad entre provincias respecto a los puertos y derechos de importación y exportación, en los artículos 9, 12 y 64 inciso 1, quitándole además la facultad al Congreso de suprimir aduanas creadas antes de su ingreso a la federación (art. 64 inciso 9).
Durante el debate de la propuesta en el plenario, Rufino de Elizalde sostuvo que en Estados Unidos los derechos de importación correspondían al gobierno federal, pero los derechos de exportación correspondían a los estados federados. Propuso entonces hacer lo mismo en Argentina, quitándole a la Nación la facultad de establecer y percibir los derechos de exportación, para reconocérsela a las provincias. Como consecuencia de ello, sostuvo también que no correspondía la eliminación de las aduanas provinciales, porque las mismas debían existir para cobrar los derechos de exportación. Para ello Elizalde proponía modificar el artículo 9, para garantizar la existencia de aduanas provinciales, y el artículo 64 inciso 1, para eliminar la facultad del gobierno nacional de establecer y percibir derechos a la exportación.
La postura de Elizalde no fue plenamente compartida por varios de los convencionales más influyentes del Partido Unitario, como el mismísimo Mitre, Sarmiento y Vélez Sarsfield, a quienes preocupaba el impacto que semejante decisión tuviera sobre el presupuesto nacional.
La Convención llegó finalmente a una fórmula híbrida: propuso la eliminación de los derechos de exportación, pero recién a partir de un plazo de cinco años (desde 1866), en correspondencia con el plazo de cinco años establecido en el Pacto de San José de Flores, durante el cual la Nación cubriría los faltantes del presupuesto de la provincia de Buenos Aires, para mantenerlo en el mismo nivel que en 1859. A la vez que mantenía intacto el artículo 9 de la Constitución de 1853, que prohibía las aduanas provinciales al disponer que solo habría aduanas nacionales que percibirían exclusivamente impuestos nacionales.
Este sería el único campo en el que la Convención Nacional Constituyente de 1860 realizaría breves pero decisivas modificaciones, estableciendo que, luego de 1866, tampoco las provincias podrían establecer derechos de exportación. En 1866, durante la presidencia de Bartolomé Mitre, se realizaría una nueva reforma constitucional que dispuso restablecer la facultad del Congreso Nacional de establecer derechos a la exportación.

### Reducción de facultades del gobierno nacional
Aunque pueda parecer paradójico, uno de los objetivos del Partido Unitario de la provincia de Buenos Aires, luego de que la adopción de la forma federal de gobierno realizada por la Constitución de 1853 fuera un hecho irreversible, era reducir las facultades del gobierno nacional, con el fin de preservar para la provincia la mayor autonomía posible.
A sus ojos la Constitución de 1853 había otorgado atribuciones tan amplias al presidente de la Nación, que lo habían convertido en un cuasiautócrata. Pero se consideraban excesivas las facultades otorgadas al Poder Legislativo y al Poder Judicial. Con el fin de limitar el poder del gobierno nacional, la Convención propuso varias reformas, orientadas a reducir las atribuciones de los tres poderes del Estado nacional, o aumentar las atribuciones de las provincias y de la provincia de Buenos Aires en particular. Entre las principales propuestas de restricción al poder federal, se encontraban las facultades en materia de intervención federal a las provincias, juicio político y estado de sitio.
A) Reformas que reducen las facultades del Estado nacional:
- Eliminación de la facultad del Congreso Nacional de revisar y reprobar las constituciones provinciales (arts. 5 y 67, inc. 28).
- Reducción de los casos que permiten la intervención de las provincias (art. 6).
- Prohibición al Estado nacional de establecer regímenes diferentes a un puerto respecto de otro (art. 12).
- Prohibición al Estado nacional de legislar sobre libertad de imprenta (art. nuevo renumerado 32).
- Juicio político (art. 45). La Comisión Examinadora criticó severamente la regulación del juicio político por la Constitución de 1853, sosteniendo que "este es el punto de derecho constitucional respecto del cual están más pervertidas las ideas".[21] Sus propuestas fueron dos: 1) eliminación de la facultad del Congreso de realizar juicio político a los diputados y senadores nacionales, y a los gobernadores de provincia; 2) modificación de las causales del juicio político, incluyendo el "mal desempeño" y precisando que de haber delito, deben ser "delitos comunes" o "en el ejercicio de sus funciones". Propuso también modificar toda la frase que dice "delitos de traición, concusión, malversación de fondos públicos, violación de la Constitución, u otros que merezcan pena infamante o de muerte".
- Prohíbe al Congreso de la Nación suprimir las aduanas exteriores que existan en cada provincia al tiempo de su incorporación (art 67, inc. 9).
- Prohibición al Congreso de alterar las jurisdicciones (judiciales) provinciales mediante los códigos nacionales (art. 67, inc. 11).
- Supresión de la facultad del presidente de establecer el estado de sitio estando en sesiones el Congreso (art. 83, inc. 20).
- Limitación hasta la finalización del siguiente período de sesiones del Congreso, de la facultad del presidente durante el receso parlamentario, para nombrar en comisión a empleados que requieren acuerdo del Senado (art. 83, inc. 22).
- Prohibición a los ministros de tomar resoluciones por sí solos, invocando mandato previo o consentimiento del presidente (art. 89).
- Eliminación de la fijación en nueve jueces, los miembros de la Corte Suprema y de la obligación de los mismos de residir en la capital federal. Propone una Corte de cuatro jueces y un fiscal, con una sesión anual en la capital (art. 94). En este punto, la Convención Nacional Constituyente se apartaría de la propuesta provincial y optaría por no definir la conformación de la Corte.
- Reducción de las facultades jurisdiccionales del Poder Judicial nacional, estableciendo que las cuestiones reguladas por los códigos de fondo corresponden a los jueces provinciales cuando "las cosas o las personas cayeren bajo sus respectivas jurisdicciones". También le quita a la justicia nacional la facultad de actuar en los conflictos entre poderes públicos de una misma provincia y aquellos que se produzcan entre una provincia y sus propios vecinos. Finalmente propuso suprimir la facultad de la justicia nacional de intervenir como instancia de apelación en los recursos de fuerza eclesiásticos. (art. 100)

B) Reformas que fortalecen la autonomía provincial:
- Exigencia para los diputados y senadores nacionales de ser natural de la provincia que lo elija, o con dos años de residencia inmediata en la misma (arts. 40 y 47).
- Amplía los poderes no delegados a la Nación a aquellos expresamente reservados en los pactos realizados al tiempo de incorporarse (art. 104), norma creada para incluir los beneficios obtenidos por la provincia de Buenos Aires en el Pacto de San José de Flores y el Convenio Complementario del 6 de junio de 1860.

### La cuestión del nombre del país
La Constitución de 1853 no había establecido explícitamente el nombre oficial del país, aunque en su texto utilizaba diversas denominaciones, como "Confederación Argentina", "Nación Argentina" y "República", aunque esta última sin el agregado que la identifica.
En la práctica el país utilizó preferentemente la denominación Confederación Argentina, nombre que se venía utilizando desde 1835 y que denotaba el triunfo del federalismo en la larga serie de guerras civiles y su consagración constitucional.
Aunque la cuestión del nombre no fuera uno de los temas cruciales de la Reforma de 1860, no dejó de tener importancia de cara al relato sobre los orígenes del país y su organización, que tenían en mente los porteños y especialmente Bartolomé Mitre, principal autor de la historia oficial argentina.
En este campo, la Convención Provincial propuso sustituir el título de "Confederación Argentina", al que asociaban negativamente con Juan Manuel de Rosas, por "Provincias Unidas del Río de la Plata", considerado por los convencionales como el primer nombre adoptado por el país, en 1812, utilizado en la declaración de independencia de 1816. La sustitución fue propuesta y defendida por Vélez Sarsfield, José Mármol y Sarmiento en el último debate de la Convención, que finalizó en medio de una aclamación general, con las palabras de Sarmiento:

¡Qué se levanten pues (las demás provincias) y que exclamen con nosotros: QUEREMOS UNIRNOS, QUEREMOS VOLVER A SER LAS PROVINCIAS UNIDAS DEL RÍO DE LA PLATA!
Domingo Faustino Sarmiento

La Convención nacional en cambio introduciría un artículo nuevo (art. 35), dedicado a establecer expresamente el nombre oficial del país, disponiendo el uso indistinto de los tres nombres históricos utilizados, "Provincias Unidas del Río de la Plata", "República Argentina" y "Confederación Argentina". En el mismo artículo se establecería que la expresión "Nación Argentina" debía ser usada para referirse al sujeto político que sanciona las leyes argentinas.

### Otras reformas propuestas
- Eliminación de la obligación de las provincias de asegurar la "educación gratuita" (art. 5).
- Libertad a los esclavos que ingresen al país por cualquier medio (art. 15). En este punto la Comisión agregó una norma textual que ya había sido sancionada por la Asamblea del Año XIII en su histórica decisión del 4 de febrero de 1813 de abolir la esclavitud para todas las personas nacidas desde ese momento, conocida como libertad de vientres.[24] El agregado era importante, tanto para evidenciar la continuidad jurídica del país desde la Revolución de Mayo, como por el hecho de que en Brasil la esclavitud fue legal hasta 1888, y por lo tanto cualquier esclavo que huyera de Brasil, quedaba legalmente libre por el solo hecho de ingresar a territorio argentino.
- Eliminación del requisito de dejar pasar diez años para reformar la Constitución (art. 30).
- Eliminación de la exigencia de iniciar el procedimiento de reforma constitucional en el Senado (art. 51). La Comisión le atribuyó ser una cláusula antidemocrática.[25]
- Exclusión de la validez para la provincia de Buenos Aires de los tratados ratificados después del Pacto de San José de Flores (art. 31).
- Inclusión de las declaraciones, derechos y garantías, implícitos en el principio de la soberanía del Pueblo y de la forma republicana de gobierno (art. 33). Fue tomado de la Constitución estadounidense.[26]
- Prohibición de que los jueces nacionales sean también jueces provinciales o empleados de otros poderes del Estado (art. 34).
- Reconocimiento del ius soli, que atribuye la nacionalidad según el lugar de nacimiento (art 67, inc 11). La Confederación había sancionado el 19 de septiembre de 1857 la Ley de Nacionalidad Ley N.º 145, estableciendo que los hijos poseen la nacionalidad de los padres (ius sanguinis). Pero la Comisión tuvo en cuenta la importancia que tomaría la inmigración en Argentina, hecho que llevaría con el tiempo a que el grueso de la población fuera extranjera y sin derechos políticos.[27]
- Supresión de la frase que abolía las "ejecuciones a lanza y cuchillo" (art. 18). El objetivo de la Constitución de 1853 había sido mencionar expresamente esa extrema forma de violencia que caracterizó las guerras civiles argentinas, para incluirla entre los actos inadmisibles, junto a la tortura, los azotes y la pena de muerte en casos políticos. La Comisión Examinadora explicó que su criterio para eliminar esa mención era no avergonzar al país, dejando evidencia en la Constitución, de los extremos a que había llegado la violencia política durante las guerras civiles, recurriendo al terror.[28]

## Convenio Complementario del 6 de junio de 1860
Una vez finalizada la Convención Provincial Revisora y aprobado el proyecto porteño de reformas a la Constitución de 1853, Mitre -ya gobernador de Buenos Aires- envió a Dalmacio Vélez Sarsfield a la ciudad de Paraná -capital de la Confederación Argentina-, para que acordara con el gobierno argentino los pasos a seguir para hacer efectiva la integración de Buenos Aires a la Confederación.
El resultado fue el Convenio Complementario del 6 de junio de 1860 -complementario del Pacto de San José de Flores-, que fijó los pasos a seguir, las condiciones que debían cumplir y el cronograma para realizarlos. El Convenio, realizado cuando Santiago Derqui había reemplazado a Urquiza en la presidencia nacional, también incluyó una cláusula por la que Buenos Aires obtuvo el derecho a seguir manteniendo en su poder la Aduana de Buenos Aires y sus rentas -a cambio de un aporte de 1.500.000 pesos-, pese a la nacionalización de la misma dispuesta por el Pacto de San José de Flores.
Durante la sesión en la que el Senado de la Nación aprobó "por aclamación" el Convenio Complementario, el senador por Córdoba Severo González se opuso a la aprobación sin análisis del mismo y alertó sobre "la unión del lobo con el cordero que solo es para devorarlo".
El Convenio dejó a Buenos Aires en control de los recursos de la Confederación e influiría decisivamente en los hechos que en los siguientes dos años, llevarían al colapso económico, político y militar del Estado nacional y a la victoria de Buenos Aires en la Batalla de Pavón (17 de septiembre de 1861) que llevó a Mitre a asumir de facto la Presidencia de la Nación, y con él al Partido Unitario, a retomar la hegemonía nacional.

## Ley 234
El procedimiento para reformar la Constitución en 1853, se realizó sin cumplir los requisitos que la propia constitución establecía para ello en el art. 30, donde se establecía que la misma no podía ser reformada antes de 1863. La norma constitucional había sido dejada sin efecto por el Pacto de San José de Flores, firmado entre la Confederación y Buenos Aires, luego de la batalla de Cepeda.
Una segunda peculiaridad legal fue la Ley 234 del 25 de junio de 1860, declarando la necesidad de la reforma. El art. 30 de la Constitución de 1853 (aún vigente en la actualidad) establece que toda reforma constitucional debía ser habilitada por una ley aprobada por las dos terceras partes de los miembros del Congreso. La Ley 234 fue aprobada por dos tercios de los miembros presentes y no de los miembros totales, interpretación cuestionada por los constitucionalistas antiperonistas que se opusieron a la reforma constitucional de 1949 impulsada por el peronismo.  
El incumplimiento del plazo establecido por la Constitución y la interpretación sobre la mayoría necesaria para sancionar la ley que debía habilitar la reforma, ha dado lugar a extensos debates históricos y jurídicos sobre la naturaleza y legitimidad de la reforma de 1860. El constitucionalista conservador Juan Antonio González Calderón sostuvo que el acto de 1860 constituyó una simple reforma constitucional. En sentido contrario, el constitucionalista socialista Carlos Sánchez Viamonte sostuvo que el acto de 1860 fue la culminación de un proceso constitucional iniciado en 1853 y que por lo tanto fue realizado en uso del poder constituyente primigenio, razón por la cual sostuvo que no debía hablarse de la "Constitución de 1853", sino de la "Constitución de 1853/1860", como resultado de un "acto constituyente múltiple".

## Convención Nacional ConstituyenteAd Hoc
La Convención Nacional ad hoc que el Pacto de San José de Flores había establecido para examinar las reformas propuestas por Buenos Aires, fue convocada por la Ley 234 del 25 de junio de 1860. El Convenio Complementario estableció que la Convención debía integrarse con representantes de las catorce provincias, en la proporción establecida en el artículo 34 de la Constitución para los diputados nacionales: "por la Capital seis (6); por la provincia de Buenos Aires seis (6); por la de Córdoba seis (6); por la de Catamarca tres (3); por la de Corrientes cuatro (4); por la de Entre Ríos dos (2); por la de Jujuy dos (2); por la de Mendoza tres (3); por la de La Rioja dos (2); por la de Salta tres (3); por la de Santiago cuatro (4); por la de San Juan dos (2), por la de Santa Fe dos, (2); por la de San Luis dos (2); y por la de Tucumán tres (3)".
La Convención se reunió apenas durante tres días en la Ciudad de Santa Fe, entre el 22 de septiembre y el 25 de septiembre de 1860, bajo la presidencia de Mariano Fragueiro. Su primera gestión fue nombrar una Comisión de siete miembros (José Mármol, Juan Seguí, Rufino de Elizalde, José Benjamín Gorostiaga, Dalmacio Vélez Sarsfield, Luis Cáceres y Salvador María del Carril) para que informe sobre las reformas propuestas por la provincia de Buenos Aires.

## Las reformas
La Comisión designada para analizar las reformas propuestas por la Provincia de Buenos Aires presentó su dictamen en la segunda sesión realizada el 23 de septiembre. Si bien la mayoría de las reformas propuestas fueron admitidas, la Comisión propuso a su vez cinco importantes modificaciones del proyecto porteño:
- con respecto al nombre del país, la Comisión recomendó aprobar un artículo especial que reconociera como denominación oficial del país, indistintamente, los tres nombres históricos que la Argentina había tenido desde 1810: Provincias Unidas del Río de la Plata, República Argentina y Confederación Argentina. El artículo ordena utilizar también la expresión "Nación Argentina" para referirse al sujeto público que sanciona las leyes; (art 35)
- con respecto a los derechos de exportación (retenciones), la Comisión aceptó la propuesta de Buenos Aires de eliminarlos como recurso nacional a partir de 1866, pero agregó que tampoco podían volver a ser creados por las provincias; (art. 67, inc. 1 in fine)
- con respecto a la Corte Suprema, la Comisión recomendó no aceptar la propuesta provincial que reducía sus miembros a cuatro y no exigía su residencia en la capital federal, y redactó un artículo genérico que no establecía su número; (art. 91)
- con respecto a la competencia de los tribunales federales, aceptó las limitaciones propuestas por Buenos Aires, pero agregando el caso de los juicios entre vecinos de una provincia contra un estado o ciudadanos extranjeros. (art. 97)
- la quinta recomendación, relativa a la pirámide jurídica, consistió solamente en una aclaración, que no afectó la propuesta original.(art. 31)[32]

Adicionalmente Elizalde propuso al plenario de la Convención agregar un requisito que tenían que tener los diputados para poder ser elegidos: ser naturales de la provincia que debían representar, o tener dos años de residencia inmediata (art. 40). Esta última exigencia había sido propuesta por la Provincia de Buenos Aires, pero con un lapso de tres años. Seguí aclaró, que el mismo requisito debía exigirse a los candidatos a senadores (art. 47). Los miembros de la Comisión estuvieron todos de acuerdo con la propuesta de Elizalde, con la aclaración de Seguí, incluyéndola en el dictamen de la Comisión.

### Capital federal
Fue una de las cuestiones más importantes resueltas por la reforma constitucional de 1860. Como en todas las demás reformas, la Convención Constituyente aceptó sin debate alguno la propuesta porteña y reemplazó el artículo 3 de la Constitución por el siguiente:

Artículo 3. Las autoridades que ejercen el Gobierno Federal, residen en la Ciudad que se declare Capital de la República por una ley especial del Congreso, previa cesión hecha por una o más Legislaturas Provinciales del territorio que haya de federalizarse.

La falta de identificación en la Constitución de cuál sería la capital de la República y la exigencia de que existiera previamente una cesión por parte de la provincia, postergó indefinidamente el establecimiento de la misma. La consecuencia de ello fue que las autoridades nacionales tuvieron que instalarse precariamente en la Ciudad de Buenos Aires, como "huéspedes", sin ningún mando sobre el territorio en el que se encontraban.
La cuestión recién se resolvería de manera violenta veinte años después, cuando el gobierno nacional reprimió la Revolución de 1880, un alzamiento armado de la provincia de Buenos Aires para evitar la federalización de la Ciudad de Buenos Aires.
La Constitución de 1853/60 establecía que al distrito Capital Federal le correspondía elegir sus propios diputados y senadores nacionales, así como electores del presidente de la Nación, pero como no hubo ley estableciendo la capital, tampoco hubo representación de la Ciudad en el Congreso ni en la elección presidencial, siendo representada por los representantes que le correspondían a la provincia. Recién a partir del momento que la Ciudad de Buenos Aires fue declarada capital federal por ley en 1880, quedó bajo el mando de los tres poderes nacionales y se constituyó en distrito electoral con su propia representación en el Congreso Nacional y el Colegio Electoral para elegir al presidente. Los dos primeros senadores nacionales de la Ciudad de Buenos Aires como distrito Capital Federal, fueron Diego de Alvear y Antonino Cambaceres, elegidos en 1882.

### Impuestos a las exportaciones
El tema impositivo fue una de las cuestiones centrales tanto de la Constitución de 1853, como de la reforma de 1860. Había sido una de las causas profundas de las guerras civiles, debido a que prácticamente la totalidad de los ingresos fiscales provenían de los impuestos a las importaciones y exportaciones que cobraba la Aduana de la ciudad de Buenos Aires, por cuyo puerto se realizaban las principales operaciones de comercio exterior.
La Convención porteña propuso adoptar la fórmula económica de la Constitución de Estados Unidos, que atribuía al Estado nacional la percepción de los impuestos a las importaciones (aranceles) y a los estados federados la percepción de los impuestos a las exportaciones (retenciones). Para ello propuso eliminar la facultad del Congreso nacional de establecer impuestos a la exportaciones a partir de 1866 -fecha en que terminaba el subsidio del Estado nacional a Buenos Aires para preservar el presupuesto de 1859, establecido en la cláusula 8 del Pacto de San José de Flores-, esperando a partir de ese año engrosar el presupuesto provincial con esos ingresos.
Pero las provincias, con décadas de guerras civiles por ese motivo, no vieron esa propuesta porteña con buenos ojos, debido a la desigualdad que generaría en favor de Buenos Aires. La solución que encontró finalmente la Convención fue prohibir definitivamente los impuestos a las exportaciones, tanto como impuesto nacional como provincial, agregando al final del inciso 1, del artículo 67 (renumerado), la frase "no pudiendo serlo provincial".
Esta reforma fue dejada sin efecto seis años después.

### La cuestión del nombre del país
La Constitución de 1853 no había establecido explícitamente el nombre oficial del país, aunque en su texto utilizaba diversas denominaciones, como "Confederación Argentina", "Nación Argentina" y "República", aunque esta última sin el agregado que la identifica.
En la práctica el país utilizó preferentemente la denominación Confederación Argentina, nombre que se venía utilizando desde 1835 y que denotaba el triunfo del federalismo en la larga serie de guerras civiles y su consagración constitucional.
Aunque la cuestión del nombre no fuera uno de los temas cruciales de la Reforma de 1860, no dejó de tener importancia de cara al relato sobre los orígenes del país y su organización, que tenían en mente los porteños y especialmente Bartolomé Mitre, principal autor de la historia oficial argentina.
La Convención de la provincia de Buenos Aires propuso sustituir el título de "Confederación Argentina" por el primer nombre que adoptó el país (en 1812) y que fuera utilizado al momento de declarar la independencia, "Provincias Unidas del Río de la Plata".
Pero la Convención nacional redactó un artículo nuevo destinado a establecer la denominación oficial "del gobierno y territorio" del país. En el mismo y con el fin de establecer una continuidad institucional con el Virreinato del Río de la Plata, se consideraron como nombres oficiales indistintamente, las denominaciones utilizadas por las diferentes conformaciones estatales que se sucedieron desde 1810: Provincias Unidas del Río de la Plata -durante la primera década-, República Argentina -durante la segunda década- y Confederación Argentina -desde la tercera década-. El artículo propuesto establecía también el uso de la expresión Nación Argentina, con la aclaración de que la misma no tenía como fin denominar al "gobierno y territorio", sino ser utilizada "en la formación y sanción de leyes".
Y simultáneamente eliminó del texto constitucional todas las menciones a la "Confederación Argentina" -expresión que vinculaban negativamente con Juan Manuel de Rosas-, reemplazando la expresión con "Nación Argentina". La insistencia de los convencionales en sustituir la palabra "Confederación" por la palabra "Nación", se correspondió con la postura política de Bartolomé Mitre, que hizo del concepto de "nación" el centro de su programa político, al punto de denominar Partido Nacionalista al partido que lo llevaría a la Presidencia, y La Nación, al periódico que fundó en 1870, uno de los más influyentes de la historia del país, aún en circulación. En sentido contrario, la palabra "Confederación" estaba asociada al federalismo que encarnaba su máximo contrincante político, Justo José de Urquiza y el Partido Federal que lideraba.

## Aprobación sin debate por aclamación
En la segunda sesión de la Convención, realizada el 22 de septiembre, luego de que se leyera la propuesta de la Comisión y que se realizaran las correcciones propuestas por Elizalde y Seguí, Victorica pidió la palabra para proclamar que "la integridad de la Nación Argentina no se discute entre Argentinos: se hace", proponiendo no debatir las reformas, ni las conclusiones de la Comisión y aprobar las propuestas por aclamación. Acto seguido la reforma constitucional fue aprobada por aclamación de todos los convencionales "menos uno", que las actas no identifican.